# 後藤時政
後藤 時政（ごとう ときまさ、1968年 - ）は、日本の工学者。
愛知工業大学経営学部教授。

## 来歴
1999年金沢大学大学院自然科学研究科物質科学専攻博士課程修了。
博士（工学）。

## 著作

### 新聞
中部経済新聞
| スタブアイコン | サブスタブ | この項目は、まだ閲覧者の調べものの参照としては役立たない、人物に関連した書きかけの項目です。この項目を加筆・訂正などしてくださる協力者を求めています（P:人物伝/PJ:人物伝）。 |